# Trentepohlia (Mongoma) nigriceps
Trentepohlia (Mongoma) nigriceps is een tweevleugelige uit de familie steltmuggen (Limoniidae). De soort komt voor in het Oriëntaals gebied.